# Nadezsda bolgár hercegnő
Nadezsda bolgár hercegnő, férjezett Nadezsda württembergi hercegné (bolgárul: Надежда, княгиня на България, németül: Herzogin Nadeschda von Württemberg, teljes nevén Надежда Клементина Мария Пия Мажелла, magyaros átírásban Nadezsda Klementina Marija Pija Mazsella; Szófia, 1899. január 30. – Stuttgart, 1958. február 15.) bolgár hercegnő, házassága révén württembergi hercegné.

## Élete
Nadezsda hercegnő 1898-ban látott napvilágot I. Ferdinánd bolgár cár és Mária Lujza Bourbon–pármai hercegnő második leányaként, egyben negyedik gyermekeként. Testvéreihez hasonlóan a katolikus hitre keresztelték, noha a bolgár államvallás az ortodox kereszténység volt. Édesanyja belehalt a szülésébe, így a hercegnő kisgyermekként nagyon közel került egyetlen nővéréhez, Eudoxia hercegnőhöz. A szoros kapcsolat kettejük között egy életen át kitartott.
1908-ban I. Ferdinánd cár új feleséget választott magának Eleonóra reuss–köstritzi hercegnő személyében. Eleonóra cárné teljes mértékben magára vállalta mostohagyermekei oktatását és gondozását, gyorsan betöltve az anyai szerepet a gyermekek életében. Mostohaanyája puritán elveinek megfelelően Eudoxia és Nadezsda hercegnők szigorú, viszont alapos és magas színvonalú oktatásban részesültek. Eleonóra cárné a Vöröskereszt aktív támogatójaként a hercegnőket is jótékonykodásra buzdította, a nővérek érdekeltek voltak több bulgáriai segélyszervezetben is.
1918. október 3-án a hercegnő édesapját elhibázott politikája miatt lemondatták a trónról fia javára. Az uralkodó és három kisebb gyermeke németországi száműzetésbe kényszerültek. Az uralkodócsalád ősi birtokain, Coburg városában telepedtek le; 1922-ben Eudoxia és Nadezsda hercegnők bátyjuk engedélyével visszatérhettek szülőföldjükre. Nadezsda hercegnő két évvel később ismét elhagyta hazáját, amikor a németországi tartózkodása alatt megismert Albrecht Eugén württembergi herceg megkérte a kezét. Albrecht Eugén herceg (1895–1954) a württembergi trónigénylő Albrecht herceg és Habsburg–Lotaringiai Margit Zsófia osztrák főhercegnő, magyar és cseh királyi hercegnő második fia volt. Albrecht Eugén herceg és Nadezsda hercegnő kapcsolatából öt gyermek született:
- Ferdinánd Eugén herceg (1925–)
- Margit Lujza hercegnő (1928–), nőül ment François Luce de Chevigny várgrófhoz
- Eugén Eberhard herceg (1930–), nőül vette Alexandra osztrák főhercegnőt, magyar és cseh királyi hercegnőt, Ilona román királyi hercegnő és Antal Ferenc osztrák főherceg leányát.
- Sándor Eugén herceg (1933–)
- Zsófia Eudoxia hercegnő (1937–), nőül ment Antonio Manuel Roxo de Ramos-Bandierához.

Albrecht Eugén herceg és Nadezsda hercegnő a hitleri éveket nehezen vészelték át, a náci vezetés folyamatosan zaklatta a családot támogatásuk megszerzéséért. A második világháború végén a hercegnő unokaöccsét, II. Simeon bolgár cárt a szovjetek elűzték trónjáról, Eudoxia hercegnőt megkínozták. A bolgár cári család egyiptomi száműzetésbe kényszerült; Nadezsda hercegnő és férje rendszeresen nyújtottak anyagi segítséget nekik. Az olasz király halála után a cári család szétszóródott, Eudoxia hercegnő húga közelébe költözött.
Nadezsda bolgár hercegnő és württembergi hercegné 1958. február 15-én hunyt el Stuttgart városában, négy évvel férje halálát követően.

## Külső hivatkozások
- Életrajzi adatok
- Életrajza (bolgárul)
- Képek, érdekességek Archiválva 2016. március 4-i dátummal a Wayback Machine-ben (angolul)